# Bukovac (Doboj)
Pour les articles homonymes, voir Bukovac.
Bukovac (en serbe cyrillique : Буковац) est un village de Bosnie-Herzégovine. Il est situé sur le territoire de la ville de Doboj et dans la république serbe de Bosnie. Selon les premiers résultats du recensement bosnien de 2013, il compte 183 habitants.

## Démographie

### Évolution historique de la population dans la localité
| 1948 | 1953 | 1961 | 1971 | 1981 | 1991 | 2013 |
| ---- | ---- | ---- | ---- | ---- | ---- | ---- |
| -    | -    | 696  | 831  | 758  | 664  | 183  |

|  |

### Communauté locale
En 1991, la communauté locale de Bukovac comptait 863 habitants, répartis de la manière suivante :